# インドハコスッポン
インドハコスッポン（印度箱鼈、Lissemys punctata）は、スッポン科ハコスッポン属に分類されるカメ。

## 分布
- L. p. andersoni　キタインドハコスッポン

インド北部、ネパール、パキスタン、バングラデシュ、ミャンマー西部
- L. p. punctata　ミナミインドハコスッポン

インド南部、スリランカ

## 形態
最大甲長37cm。オスよりもメスの方が大型になる。スッポン科では珍しくドーム状に盛り上がった背甲を持つ。
腹甲に蝶番があり頭部と前肢を引っ込めた後に蓋をすることができるのに加え、腹甲の後部に1対のひれ状の器官（フラップ）があり後肢を収納した後に蓋をすることができる。
- L. p. andersoni　キタインドハコスッポン

頭部や背甲に白や黄色の斑点が入る。
- L. p. punctata　ミナミインドハコスッポン

頭部や背甲に斑点が入らない。

## 亜種
- Lissemys punctata andersoni　Webb, 1980　キタインドハコスッポン
- Lissemys punctata punctata　(Lacépède, 1788)　ミナミインドハコスッポン

## 生態
流れの緩やかな河川、池沼、水路、水田、湿地に生息する。日光浴を行うことを好みよく陸に上がり、スッポン科としては珍しく陸づたいに水場を移動することがある。また乾季になり水場が干上がると泥の中に潜り休眠する。
食性は動物食傾向の強い雑食で、魚類、両生類、昆虫類、甲殻類、貝類、水草等も食べる。
繁殖形態は卵生で、水辺の地面に穴を掘って1回に2-14個の卵を産む。

## 人間との関係
生息地では食用とされることもある。
ペット用として飼育されることもあり、日本にも輸入されている。主に亜種キタインドハコスッポンの幼体が流通する。
スッポンの中では人工飼料に餌付きやすく丈夫だが、活発である程度大型化することから大型のケージを用意する必要がある。

## 画像

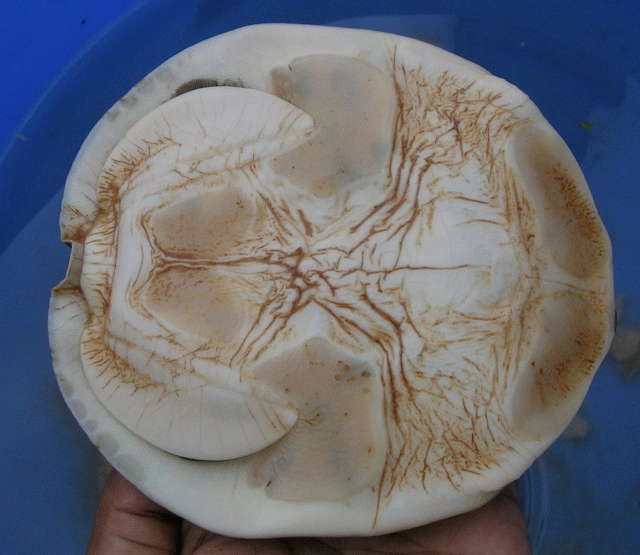
腹甲（左側が後部）